# Mogente
Mogente település Spanyolországban, Valencia tartományban. Mogente Enguera, Fontanars dels Alforins, La Font de la Figuera, Ontinyent és Vallada községekkel határos. Lakosainak száma 4373 fő (2024).

## Népesség
A település népessége az utóbbi években az alábbiak szerint változott:
| Lakosok száma | 4300 | 4465 | 4646 | 4734 | 4737 | 4619 | 4371 | 4302 | 4365 | 4373 |
|               | 2001 | 2004 | 2007 | 2009 | 2012 | 2014 | 2017 | 2019 | 2022 | 2024 |